# Wolsem (Dilbeek)
Wolsem is de naam van een gehucht in de Vlaams-Brabantse gemeente Dilbeek. Het gehucht is gelegen tussen de dorpskernen van Sint-Martens-Bodegem en Groot-Bijgaarden, maar behoort nog tot de deelgemeente Dilbeek. Voor de fusie van 1977 maakte het gehucht ook van deze gemeente deel uit.
De kern van het gehucht is de kruising van de Wolsemstraat met de Lange Veldstraat en de Kattenstraat. Het station van Dilbeek bevindt zich eveneens in Wolsem.

## Geschiedenis
Wolsem wordt al vermeld in de beschrijving van het tiendegebied dat het Brusselse Sint-Janshospitaal in 1277 van ridder Wouter van Bodegem had overgekocht. Een voor de hand liggende etymologische verklaring voert de naam Wolsem of Wolvessem terug op het Frankisch met de betekenis "woonplaats van Wolf of Wolvius". Peter Van Rossem, een kenner van de geschiedenis van Sint-Martens-Bodegem, sloot zich echter aan bij de heersende verklaring voor gelijkaardige gehuchtnamen elders in het land, in de betekenis van "nederzetting in een grensgebied".
Wolsem was bebouwd op de Ferrariskaart (circa 1770-1778). Op de plaats waar de Wolsemstraat, de Lange Veldstraat en de Kattenstraat elkaar ontmoeten is de negentiende-eeuwse hoeve Hof te Wolsem gelegen. De oorspronkelijke hoeve was een leen van de heren van Bodegem.